# 犬飼裕一
犬飼 裕一（いぬかい ゆういち、1968年 - ）は、日本の社会学者、歴史社会学者。日本大学教授。元北海学園大学教授。愛知県北名古屋市出身。マックス・ウェーバーやゲオルク・ジンメルや和辻哲郎の研究に出発し、歴史社会学、社会学理論、日本人論・日本文化論に研究領域を拡大する。自己言及性をキーワードにデカルト、カント以来の哲学や社会思想、そして社会学理論の問題点を突いた著書『方法論的個人主義の行方』を刊行。近年は「社会」をめぐる語りの問題に注目して、社会修辞学の構想に注力している。
また哲学者カール・ポパーの三世界論から着想を得て「世界３としての社会」という問題に取り組んでいる。特に、人工知能（AI）が社会に与える影響についてこの視角からアプローチすることを続けている。

## 学歴
- 1987年 東海高等学校卒業
- 1991年 早稲田大学第一文学部卒業
- 1996年 早稲田大学大学院文学研究科博士課程単位取得退学
- 1999年 早稲田大学大学院文学研究科より「博士（文学）」の学位取得[2]

## 職歴
- 1997年 中京大学教養部非常勤講師
- 2003年 北海学園大学経済学部助教授
- 2007年 北海学園大学経済学部准教授
- 2009年 北海学園大学経済学部教授
- 2017年 日本大学文理学部社会学科教授

## 受賞歴
- 『マックス・ウェーバーにおける歴史科学の展開』で、2008年度日本社会学史学会奨励賞を受賞[1]

## 著書
- 『ゲオルク・ジンメルと社会学』（共著、世界思想社、2001年）ISBN 4790708799
- 『マックス・ウェーバーにおける歴史科学の展開』（ミネルヴァ書房、2007年）ISBN 4623048918
- 『マックス・ウェーバー: 普遍史と歴史社会学』（梓出版社、2009年）ISBN 4872622251
- 『方法論的個人主義の行方: 自己言及社会』（勁草書房、2011年）ISBN 4326653574
- 『和辻哲郎の社会学』（八千代出版、2016年）ISBN 4842916672
- 『歴史にこだわる社会学』（八千代出版、2018年）ISBN 4842917334
- 『世間体国家・日本～その構造と呪縛』（光文社新書、2021年）ISBN 9784334045579

## 論文
- 「コミュニケーション研究のヨーロッパ種とアメリカ種 上 : マートン知識社会学の研究」『北海学園大学学園論集』 133号 p.A1-A18 2007年, 北海学園大学学術研究会, NCID AN10340239
- 「コミュニケーション研究のヨーロッパ種とアメリカ種 中 : マートン知識社会学の研究」『北海学園大学学園論集』 134号 p.A1-A18 2007年, 北海学園大学学術研究会, NCID AN10340239
- 「コミュニケーション研究のヨーロッパ種とアメリカ種 下 : マートン知識社会学の研究」『北海学園大学学園論集』 135号 p.A1-A26 2008年, 北海学園大学学術研究会, NCID AN10340239
- 「『大衆』の居場所 オルテガ『大衆の反逆』を読む［含 受講生レポート］」『北海学園大学学園論集』 148号 p.(1)-(20) 2011年
- 「ハマータウンの語り方 : ポール・ウィリス『ハマータウンの野郎ども』をめぐる社会修辞学の試み」『北海学園大学 学園論集』 156号 p.(1)-(17) 2013年
- 「洞察力と社会学 : ランドル・コリンズを読む」『北海学園大学学園論集』第160号 2014年
- 「構築される科学、示唆する科学――科学が語りうることと、示唆すること」『現代社会学理論研究』 9巻 2015年 p.14-27, 日本社会学理論学会, doi:10.34327/sstj.9.0_14
- 「マルクス・ウェーバー再考」『北海学園大学経済論集』第63巻 第4号 2016年
- 「宮本常一の社会『忘れられた日本人』を読む : 相互関係のなかの人と人,社会修辞学試論」『北海学園大学経済論集』 第64巻 第3号 2016年
- 「おのずから生ずる秩序の語り方 : フリードリヒ・ハイエクと社会学理論,そして社会修辞学 (PDF) 」『研究紀要』（日本大学文理学部人文科学研究所）第96号2018年
- 「社会にとって歴史とは何か？ ―E・H・カー『歴史とは何か』を社会学理論から読む― 」『研究紀要』（日本大学文理学部人文科学研究所）第98号2019年
- 「自己言及性の歴史知と社会学――――E・H・カー『歴史とは何か』を社会学理論から読む２」『研究紀要』（日本大学文理学部人文科学研究所）第99号2020年
- 「世界３と社会学――カール・R・ポパーと新しい社会像の可能性―― (PDF) 」『社会学論叢』 第196号 2019年